# Parabiel (wieś)
Parabiel (ros. Парабель) – wieś (sieło) w Rosji, w obwodzie tomskim, ośrodek administracyjny rejonu parabielskiego. W 2010 liczyła 6096 mieszkańców.